# Endogámia
Az endogámia az a gyakorlat (szokás vagy kényszerítő erejű elvárás), amely előírja, hogy a párválasztás az adott csoporton belül történjék. Az endogám csoport lehet társadalmi (azonos rangúak vagy azonos társadalmi réteghez, esetleg etnikumhoz vagy vallási felekezethez tartozók), gazdasági (hasonló vagyoni helyzetűek) vagy lokális (falun belülről). Maga a szó görög eredetű.
Bár a legtöbb ember a saját társadalmi csoportján belül választ párt, vannak olyan csoportok, melyeknél az endogámia nagyon erősen kötődik erkölcsükhöz, hagyományaikhoz vagy vallásos hitükhöz. 
Az endogámia erősíti a csoport egységét, tagjainak kötődését egymáshoz. Gyakori olyan népcsoportok közt, melyek tagjai egy idegen országba kerülve próbálják megőrizni kulturális identitásukat, mert erősíti a szolidaritást és nagyobb irányítást enged a csoport erőforrásai felett. Segít a kisebbségeknek hosszú időn át fennmaradni más kultúrában.
India kasztrendszere nagyrészt endogám csoportokon alapszik. Más, szigorúan endogám vallási csoportok az iraki jezidek (akik az iszlám többség közt számítanak kisebbségnek), az iráni örmények, a hagyománykövető (főként ortodox, háredi és haszidita zsidók), valamint Indiában a nem hindu párszik.
Az endogámiával ellentétes irányú gyakorlat az exogámia.